# Denise Zich

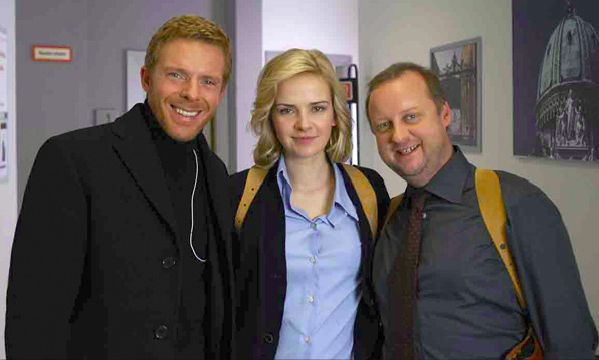
Denise Zich con Martin Weinek (a la derecha) y Kaspar Capparoni (a la izquierda)

Denise Zich (Wolfen, hoy Bitterfeld-Wolfen, el 7 de diciembre de 1975) es una modelo, actriz y cantante alemana de cine, teatro y televisión, activa en el principalmente en Alemania, Austria y Suiza y mundo de habla alemana. Es notable por haber participado en la undécima edición del Comisario Rex, de los paños del fascinante Inspectora Erika Hedl, la policía del Kriminalpolizei austríaco enamorada del Comisario Lorenzo Fabbri (Kaspar Capparoni).  

## Biografía
Está casada con el colega Andreas Elsholz, con quien tuvo un hijo.

## Inicios y carrera
Inicia su carrera de modelo trabajando para Calvin Klein en 1995 y consigue el mismo año su primer papel, un papel secundario en la teleserie alemana Gute Zeiten - Schlechte Zeiten junto con sus compañeros de la banda musical Just friends. A finales de 1995 graba su primer disco, pero un año después deja la banda. Entre 1996 y 1997 presentó el programa Pumuckl TV. 
Después de un par de trabajos televisivos participó en 1999 en su primera película, Schlaraffenland junto a Heiner Lauterbach, Franka Potente y Jürgen Tarach. En la miniserie germanoaustríaca Liebe, Lügen, Leidenschaften recibió una buena crítica por su interpretación de una joven diseñadora, Valerie Landau junto a sus compañeros de reparto Maximilian Schell y Barbara Sukowa.
En 2001 recibe el galardón televisivo Romy en la categoría "Protagonista femenina más popular". En 2007 participa por segunda vez en la serie Comisario Rex y trabaja también en la cinta de Marcus H. Rosenmüller Schwere Jungs.

## Filmografía

### Televisión
- 2008: Ein Ferienhaus in Schottland
- 2007: Comisario Rex
- 2007: Im Tal der wilden Rosen
- 2006: Agathe kann's nicht lassen
- 2006: Siska- Schatten einer Frau
- 2006: Liebe im Zeichen des Drachens
- 2005: Eine Liebe in Venedig
- 2005: Meine grosse Liebe
- 2005: Im Sommerhaus
- 2005: Die Stimme des Herzens
- 2005: Heute fängt mein Leben an
- 2005: Der Alte
- 2004: Utta Danella- Eine Liebe in Venedig
- 2004: Sterne über Madeira
- 2003: Der Bulle von Tölz
- 2003: Eine Hand voll Briefe
- 2002: Tatort - Totentanz
- 2002: Ein Fall für zwei- 200. Jubiläumsfolge
- 2001-2002: Liebe - Lügen- Leidenschaften
- 2001: Die Kristallprinzessin
- 2000: Ein mörderischer Plan
- 2000: Comisario Rex
- 2000: SOKO Leipzig - Wilde Triebe
- 1999: Abschied in den Tod
- 1999: Am Ende siegt die Liebe
- 1999: Der Todeszug
- 1999: Kanadische Träume - Eine Familie wandert aus
- 1998: Mordkommission
- 1998: Einsatz Hamburg Süd
- 1998: Die Cleveren
- 1997: Sexy Lissy
- 1997: First Love - Das freche Herz
- 1996: Die Geliebte

### Cine
- 2006: Schwere Jungs
- 2002: Schlaraffenland
- 1999: Vakuum

- Datos: Q73068
- Multimedia: Denise Zich / Q73068